# Кошель, Антонина Владимировна
Антонина Владимировна Кошель (бел. Антаніна Уладзіміраўна Кошаль; 20 ноября 1954, Смолевичи, Белорусская ССР, СССР) — советская белорусская гимнастка, олимпийская чемпионка 1972, заслуженный мастер спорта СССР (1990), заслуженный тренер БССР (1985).

## Спортивные достижения
Олимпийские игры
| Год  | Абсолютное | Командное | Опорный прыжок | Брусья | Бревно | Вольные упражнения |
| ---- | ---------- | --------- | -------------- | ------ | ------ | ------------------ |
| 1972 | 16         | 1         | 12             | 49     | 12     | 33                 |

В чемпионатах СССР: серебряный призёр 1972 (брусья), 1973 (абсолютное первенство); бронзовый призёр 1972 (абсолютное первенство), 1974 (опорный прыжок). Выступала за спортивное общество «Трудовые резервы».

## Биография
Окончила Белорусский ГИФК (1977), работала государственным тренером в Министерстве спорта и туризма Республики Беларусь, заместителем председателя Белорусской ассоциации гимнастики.

## Награды
- Звание заслуженный мастер спорта СССР (1990).
- Медаль «За трудовое отличие»